# Sufján Fighúlí
Sufján Fighúlí (arabsky سفيان فاغولي‎‎, anglickým přepisem Sofiane Feghouli; * 26. prosince 1989 Levallois-Perret) je alžírský profesionální fotbalista francouzského původu, který hraje na pozici křídelníka za alžírský národní tým. Od léta 2022, kdy mu skončila smlouva v tureckém Galatasarayi, je bez angažmá. Účastník Mistrovství světa 2014 v Brazílii.

## Klubová kariéra
Fighúlí začínal v profesionálním fotbale ve francouzském klubu Grenoble Foot 38, debutoval 27. dubna 2007 v sedmnácti letech.
V létě 2010 přestoupil do španělského týmu Valencia CF, kde podepsal dříve v květnu čtyřletou smlouvu. Od ledna do června 2011 hostoval v UD Almería.

## Reprezentační kariéra
Fighúlí hrál v roce 2012 dvakrát za francouzské mládežnické výběry U18 a U21.
Od roku 2012 reprezentuje Alžírsko, v kádru byl již v roce 2011. V národním týmu „pouštních lišek“ (jak se alžírské fotbalové reprezentaci přezdívá) debutoval 29. února 2012 proti Gambii (výhra 2:1, vstřelil vítězný gól).
Bosenský trenér Alžírska Vahid Halilhodžić jej vzal na Mistrovství světa 2014 v Brazílii. Alžírsko postoupilo poprvé v historii do osmifinále MS, kde vypadlo s Německem po výsledku 1:2 po prodloužení. Fighúlí skóroval z pokutového kopu v úvodním zápase základní skupiny H proti Belgii (porážka 1:2).